# نوفل العواملة
نوفل العواملة صحافي رياضي في قناة ميدي 1 تي في، من مواليد الرباط في السادس من مارس عام 1984 من أب أردني وأم مغربية . غادر المغرب عام 1989 و عاد للأردن الذي درس فيها المرحلة الابتدائية والإعدادية و من ثم عاد للمغرب عام 2000 لإكمال المرحلة الثانوية بعدها ولج للمعهد العالي للإعلام والإتصال عام 2002.
يعتبر نوفل العواملة من صفوة الصحافيين الرياضيين في المغرب بحيث أنه أحرز لقب أفضل صحفي مغربي في استفتاء أجراه موقع 'كووورة' الرياضي الشهير، وتكوينه الأكاديمي ساهم في تألقه داخل المشهد الإعلامي الرياضي بحيث خريج المعهد العالي للإعلام والاتصال الذي يعتبر من المؤسسات الجامعية الرائدة في مجال الصحافة والإعلام في المغرب والعالم العربي، وكذلك ترأس القسم الرياضي بقناة ميدي 1 تي في وهو في السابع والعشرين من عمره ، كما قدم عدة برامج رياضية ناجحة في القناة نالت شهرة كبيرة ونسب مشاهدة عالية كان من أبرزها برنامج «بطولتنا» الأسبوعي الذي كان يقوم بتحليل لجميع مباريات الدوري المغربي لكرة القدم .